# تريسي مكميلان كوتوم
تريسي ماكميلان كوتوم هي كاتبة وعالمة اجتماع وأستاذة أمريكية، وتشغل حاليًا منصب أستاذ مساعد في كلية المعلومات والعلوم المكتبية في جامعة ولاية كارولينا الشمالية في تشابل هيل، وهي أيضًا عضو في مركز المعلومات والتكنولوجيا والحياة العامة في نفس الجامعة. كانت مكميلان، في السابق، أستاذة مساعدة في قسم علم الاجتماع في جامعة فرجينيا كومونولث، وكانت أيضًا عضوًا في هيئة التدريس التابعة لمركز بيركمان كلاين للإنترنت والمجتمع. ألفت مكميلان كتاب تراجع إد: المعضلة المتفاقمة للكليات التي تسعى لتحصيل الربح المادي في الاقتصاد الجديد، وكتاب ثخين ومقالات أخرى، وهي أيضًا عضو في فريق تحرير كتابَي الجامعات الربحية، وعلوم الاجتماع الرقمية، وهي كاتبة نُشرت أعمالها في مجلة ذا أتلانتيك، ومجلة سلايت، وصحيفة نيويورك تايمز، وصحيفة واشنطن بوست. تعمل تريسي أيضًا كمذيع مشارك في مدونة استمع إلى سلاي الصوتية إلى جانب الكاتبة روكسان غاي. كثيرًا ما تُقتبس أقوال مكميلان في وسائل الإعلام المطبوعة والتلفزيونية بصفتها خبيرة أكاديمية في مجالي اللامساواة والتعليم العالي في الولايات المتحدة.  

## أولى سنوات حياتها وتعليمها

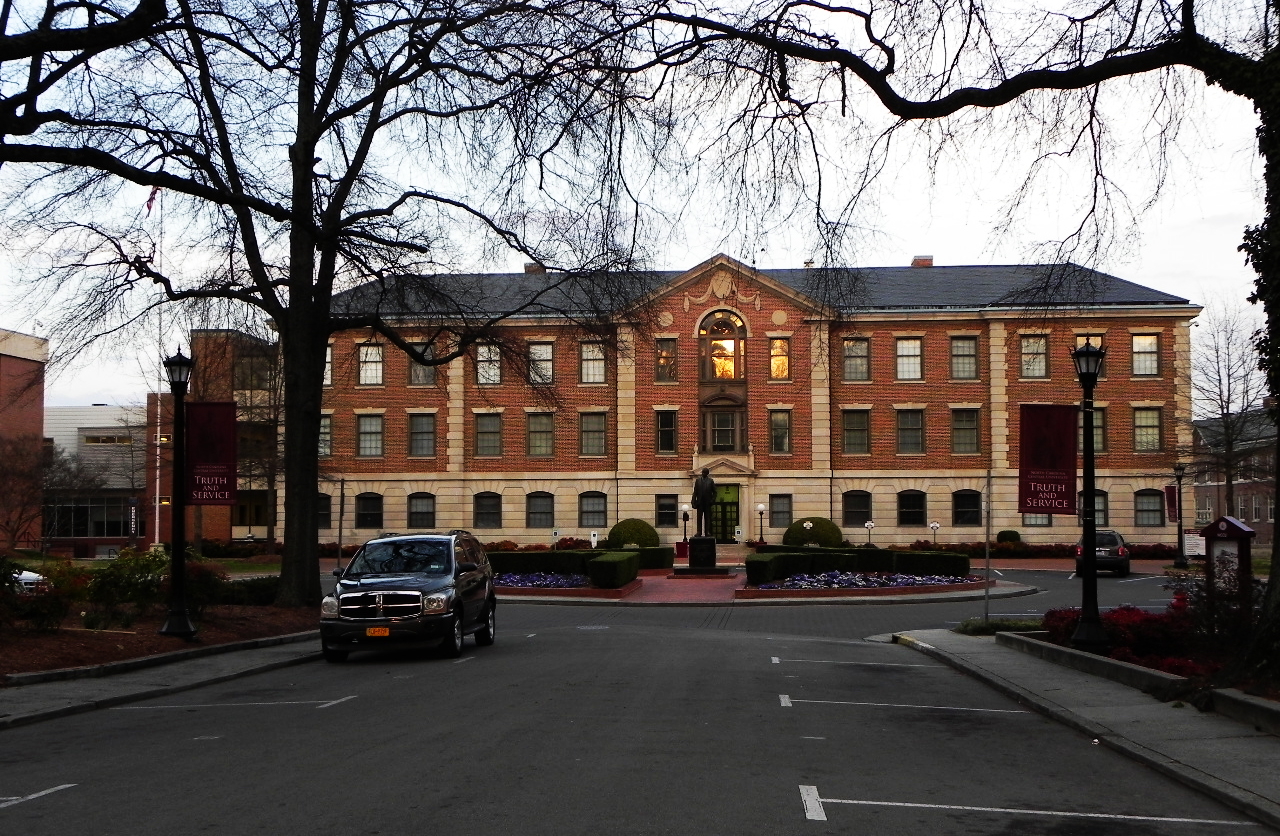
مدخل الحرم الجامعي لجامعة نورث كارولينا المركزية

ولدت مكميلان كوتوم في حي هارلم بمدينة نيويورك، ونشأت في مدينة وينستون سالم وفي مدينة تشارلوت في ولاية كارولينا الشمالية الأمريكية. كانت والدتها عضوًا في حزب الفهود السود في مدينة وينستون سالم. قبل تخرجها من الجامعة، عملت مكميلان كوتوم كموظفة تسجيل في الكلية التقنية، وهي الوظيفة التي ألهمتها لتأليف أبحاثها اللاحقة، وأول كتبها. تلقت ماكميلان كوتوم شهادة البكالوريس في اللغة الإنجليزية والعلوم السياسية من جامعة نورث كارولينا المركزية (إحدى جامعات وكليات السود التاريخية). أثناء تحضيرها لنيل درجة الدكتوراه من جامعة إيموري، عملت مكميلان كوتوم كأستاذ زائر في جامعة كاليفورنيا، وفي مركز ديفيس لأبحاث الفقر، وكمتدربة مقيمة في قسم وسائل التواصل الاجتماعي في مركز مايكروسوفت للأبحاث. كان لمكميلان كوتوم عمود أسبوعي في مجلة سلايت الأمريكية الليبرالية. حصلت مكميلان كوتوم على درجة الدكتوراه في علم الاجتماع من جامعة إيموري في عام 2015، بأطروحة حول مشروعية مؤسسات التعليم العالي الربحية.

## حياتها المهنية
عُينت مكميلان كوتوم في عام 2015 كأستاذ مساعد في قسم علم الاجتماع بجامعة فرجينيا كومونولث، وكعضو في الهيئة التدريسية التابعة لمركز بيركمان كلاين للإنترنت والمجتمع. حصلت مكميلان كوتوم، في عام 2019، على ترقية إلى رتبة أستاذ مشارك دائم. في عام 2020، غادرت تريسي جامعة فرجينيا كومونولث للالتحاق بجامعة ولاية كارولينا الشمالية في تشابل هيل.